# Янкович де Мириево, Фёдор Иванович
Фёдор Иванович Янкович (де Мириево) (1741—1814) — сербский и российский педагог, член Российской Академии (с 1783 года). Являлся разработчиком и активным участником реформ образования в Австрийской и Российской империях во второй половине XVIII века. Считается одним из последователей Я. А. Коменского.

## Биография

### Происхождение
Серб по происхождению. Родился в 1741 году в местечке Каменице-Сремской, недалеко от Петроварадина.
Когда турки захватили Сербию, семья Янковичей, будучи одной из древнейших дворянских семей и владевшая селом Мириево близ Белграда, вместе со многими знатными сербами в 1459 году переселились в Венгрию. Здесь семья прославилась в многочисленных войнах с турками, за что императором Леопольдом I ей были пожалованы определённые привилегии.

### В Австрии
Образование получил в Венском университете, где слушал юриспруденцию, камеральные предметы и науки, касающиеся внутреннего государственного благоустройства.
После окончания университета поступил на службу секретарем к Темешварскому православному епископу Викентию Иоанновичу Видаку, ставшему впоследствии Карловацким митрополитом. На этой должности придерживался проавстрийских взглядов, выступал за сотрудничество с католической церквью.
В 1773 году был назначен первым учителем и директором народных училищ в Темешварском банате, приняв на этой должности участие и в осуществлении реформы образования, предпринятой императрицей Марией Терезией. Целью реформы было введение в Австрии новой системы образования, по примеру уже введенной в Пруссии, разработанной настоятелем Саганского монастыря Фельбигером. Преимущество новой системы, введённой в 1774 году, заключалось в выстраивании стройной системы начальных и высших народных школ, тщательной подготовке учителей, рациональных приемах преподавания и установлении специальной учебной администрации. Обязанностью Янковича как директора училищ в провинции, населённой православными, было приспособление новой учебной системы к местным условиям.
В 1774 году императрица Мария-Терезия пожаловала Янковичу дворянское достоинство Австрийской империи, с присоединением к его фамилии названия де Мириево, по имени села, принадлежавшего предкам его в Сербии. В грамоте было сказано: «Мы благосклонно приметили, видели и узнали его хорошие нравы, добродетель, рассудок и дарования, о которых нам с похвалою донесено».
В 1776 году он посетил Вену и подробно ознакомился с тамошней учительской семинарией, после чего перевел на церковнославянский язык немецкие руководства, введенные в новые школы, и составил руководство для учителей своей провинции под заглавием: «Ручная книга, потребная магистрам иллирийских неуниатских малых школ».

### В России
При свидании в 1780 году в Могилёве с Екатериной II австрийский император Иосиф II рассказал ей о проведённой реформе образования в Австрии, передал ей австрийские школьные учебники и охарактеризовал императрице Янковича как:
... человека, трудившегося уже в устроении народных школ в землях владения его величества императора Римского, как знающего язык российский и наш православный закон исповедующего
В 1782 году Янкович переехал в Россию. 7 сентября 1782 года был издан указ об учреждении комиссии народных училищ, во главе с Петром Завадовским. Членами комиссии были назначены академик Франц Эпинус и тайный советник П. И. Пастухов. Янкович был привлечён в качестве сотрудника-эксперта, что не вполне соответствовало его руководящей роли, так как на него была возложена вся тяжесть предстоящей работы: именно им составлялся общий план новой учебной системы, организовывалась учительская семинария, осуществлялся перевод и переработка учебных руководств. Он должен был готовить материалы по различным вопросам и представлять на обсуждение комиссии, которая почти всегда утверждала их без изменений. Лишь в 1797 году Янкович был введен в состав комиссии.
13 декабря 1783 года в Санкт-Петербурге была открыта учительская семинария, начальство над которой принял Янкович как директор народных училищ Санкт-Петербургской губернии. В открытой семинарии Янкович особое внимание уделили организации учебной и воспитательной частей, снабжению семинарии всеми необходимыми учебными пособиями. В кабинете естественной истории он организовал собрание главнейших пород из царства животных и царства ископаемых и гербарий. Для класса математики и физики были приобретены необходимые модели и инструменты, а для механики и гражданской архитектуры выписаны были из Вены разные чертежи и машины. По настоянию Янковича в семинарии и в главном народном училище были запрещены телесные наказания.
Янкович был директором главного народного училища и учительской семинарии при нём до 17 мая 1785 года, когда в связи с многочисленными обязанностями по подготовке и проведению реформы образования в России был освобождён от непосредственного руководства этими учебными заведениями.
Императрица Екатерина II неоднократно удостаивала Янковича своим вниманием. В 1784 году ему был присвоен чин коллежского советника, а в 1793 году — статского советника. Кроме того, он был награждён орденами св. Владимира — 4-й ст. (1784), а потом 3-й ст. (1786). В 1791 году Екатерина пожаловала ему деревню в Могилевской губернии и в том же году причислила его к российскому дворянству. В царствование императора Павла I он был награждён чином действительного статского советника и, сверх получаемого им жалованья, ему определена была пенсия в 2000 рублей, а в 1802 году ему была пожалована аренда в Гродненской губернии.
После учреждения в 1802 году Министерства народного просвещения Янкович вошёл в состав вновь образованной комиссии об училищах, с 1803 году получившей название Главного правления училищ. Однако, в министерстве, деятельностью которого на первых порах руководил кружок личных друзей императора Александра I, Янкович не пользовался влиянием.
В 1804 году он оставил службу, так как чрезмерные труды совершенно истощили его умственные и физические силы.
Умер 22 мая 1814 года. Похоронен на Лазаревском кладбище Александро-Невской лавры.

#### Реформа образования в России
Согласно реформе, разработанной Янковичем народные школы должны были составлять три разряда: малые школы (двухклассные), средние школы (трехклассные) и главные школы (четырёхклассные).
В школах первого разряда должны были обучать — в первом классе: чтению и письму, знанию цифр, церковных и римских чисел, сокращенному катехизису, священной истории и первоначальным правилам русской грамматики. Во 2-м — после повторения предыдущего — пространному катехизису без доказательств из священного писания, чтению книги «О должностях человека и гражданина», арифметике 1-й и 2-й части, чистописанию и рисованию.
В школах 2-го разряда к первым двум классам малых школ присоединялся ещё третий класс, в котором, при повторении прежнего, должны были учить пространному катехизису с доказательствами из священного писания, чтению и изъяснению евангелия, русской грамматике с упражнениями в правописании, всеобщей истории и всеобщей и русской географии в сокращенном виде и чистописанию.
Школы 3-го разряда (главные) должны были состоять из 4-х классов — курс первых трех тот же, что и в средних школах; в четвёртом же классе должны были преподаваться: всеобщая и русская география, всеобщая история более подробно, русская история, математическая география с задачами на глобусе, русская грамматика с упражнениями в письменных упражнениях, употребительных в общежитии, как-то: в письмах, счетах, расписках и т. п., основания геометрии, механики, физики, естественной истории и гражданской архитектуры и рисование.
Подготовка для народных училищ первых учителей, знакомых с требованиями дидактики и педагогики, лежала исключительно на Янковиче. В этом деле он был полным хозяином, экзаменовал молодых людей, желавших посвятить себя учительскому званию, знакомил их с методиками обучения и, по требованию комиссии, назначал на то и другое место, в зависимости от способностей каждого.
В 1785 году комиссия поручила Янковичу составить положение для частных пансионов и школ, которое позже была включена в устав народных училищ, утверждённый 5 августа 1786 года. Согласно положению все частные пансионы и школы должны были быть подчинены, наравне с народными училищами, ведению приказов Общественного Призрения. Воспитание в частных школах, уравненных с народными, должно было отличаться семейным дружелюбием, простотой в образе жизни и совершаться в религиозном духе.

Моральные средства действия на воспитанников определялись в следующих словах наказа: 
Паче всего препоручается содержателям и учителям, дабы они в питомцах и учениках своих старались поселить правила честности и добродетели, предшествуя им в том и делом, и словами: чего ради быть им при них неотлучно и удалять от глаз их все то, что может быть поводом к соблазну... содержать, однако же, в страхе Божием, заставляя их ходить в церковь и молиться, вставая и ложась спать, пред начатием и окончанием учения, пред столом и после стола. Стараться также доставлять им невинные удовольствия, когда есть к тому удобные случаи, обращая оные им в награждение и отдавая всегда преимущества прилежнейшим и благонравнейшим
Нельзя, однако, не заметить, что на дух учения и воспитания в частных пансионах и школах наказ Янковича имел весьма слабое влияние. Причины этому заключались, с одной стороны, в недостатке воспитателей, соответствовавших идеалу, представленному в наказе, а с другой — в том важном обстоятельстве, что требования тогдашнего общества стояли далеко ниже этого идеала и потому делали возможным существование плохих пансионов, лишь бы учили в них французскому языку и танцам.
Наказ Янковича для частных пансионов содержал смелое для того времени разрешение воспитывать вместе детей мужеского и женского пола, причем содержателям вменялось в обязанность иметь для детей разных полов раздельные комнаты. Эта положение было отменено в 1804 году. Одним из недостатков наказа было то, что в нём говорилось только о частных учителях в пансионах и школах, но были упущены из виду частные учителя, занимающиеся обучением в частных домах. Способ их экзаменовки и отношение их к училищному начальству остались неопределенными. Такая неопределенность, естественно, повлекла за собой ослабление надзора за домашним учением и открыла широкое поле для злоупотреблений, особенно со стороны учителей-иностранцев.
Методика обучения согласно Янковичу должна была состоять из совокупного наставления, совокупного чтения, изображения через начальные буквы, таблиц и опроса.
Янкович был сторонником живого преподавания предметов в противовес бытовавшему тогда схоластическому и механистическому методам обучения. Впоследствии, его методики были распространены, кроме народных училищ, на духовные училища и военные корпуса.

#### Учебники и руководства
Янкович принимал также активное участие в составлении учебников и учебных пособий для преподавателей.
Ему принадлежат следующие учебники и пособия:
1. Таблицы азбучные и для складов церковной и гражданской печати (1782)
2. Букварь (1782)
3. Сокращенный катехизис с вопросами и без вопросов (1782)
4. Прописи и при них руководство для чистописания (1782)
5. Правила для учащихся (1782)
6. Пространный катехизис с доказательствами из священного писания (1783)
7. Священная история (1783)
8. Всемирная история (1784)
9. Зрелище вселенныя (1787)
10. Сокращенная русская история, извлеченная из подробной истории, сочиненной Штриттером (1784)
11. Сокращенная российская география
12. Всеобщее землеописание.

#### Работа в Академии Российской
Практически сразу по приезде в Россию, в 1783 году, Янкович был избран в первый состав Академии Российской, занимавшейся составлением первого толкового словаря русского языка. При составлении словаря, он вместе с Санкт-Петербургским митрополитом Гавриилом отвечал за слова на буквы И и I.
Но гораздо значительнее был труд Янковича по составлению сравнительного словаря всех языков, идея которого сильно интересовала Екатерину II. Она поручила Янковичу составить новый полнейший словарь с расположением слов в алфавитном порядке. Первая часть словаря вышла в 1790 году, а остальные три части в 1791 году под названием: «Сравнительный словарь всех языков и наречий, по азбучному порядку расположенный». В словаре Янкович сравнил 279 языков: 171 азиатский, 55 европейских, 80 африканских и 23 американских. Такой громадный труд Янкович выполнил всего в два года, несмотря на множество других посторонних занятий.